# Cinéma-vérité (mouvement soviétique)
Pour les articles homonymes, voir Cinéma-vérité.
Cinéma-vérité (en russe : Kino-Pravda, Кино-Правда) est un mouvement théorique et esthétique marquant du cinéma soviétique des années 1920, et une série de films d'actualité du même nom. Il est intimement lié au travail du cinéaste russe Dziga Vertov et de ses assistants Elisabeth Svilova (sa femme) et Mikhaïl Kaufman (son frère).

## Principe
Le mouvement Kino-pravda est lié au concept de ciné-œil (Kinoglaz), combinaison de l'objectif de la caméra (alors pensé comme un « œil machinique ») et de l'opérateur qui filme et monte les images, nommé kinok.
Ainsi, le processus du Kino-pravda permettrait non seulement une représentation de la réalité, mais la révèlerait encore plus profondément grâce aux possibilités formelles du cinéma : arrêts sur image, surimpressions, accélérés et ralentis, etc. Il s'agit donc de restituer le réel de façon plus complète, d'en dévoiler des pans inaccessibles à l'œil humain par la voie d'un œil prothétique.

## Usages
Les 23 courts-métrages de Cinéma-vérité naissent et se développent dans les années 1920. Dziga Vertov l'entreprend par une série d'expériences où il filme des personnes grâce à une caméra cachée. Puis il la théorise, de manière poétique, dans un article de la revue d'avant-garde LEF,.
Voici ce que Vertov déclare à propos de ce mouvement :

« Un film consacré à l'anniversaire de la révolution d'Octobre fut le point de départ de ma nouvelle activité à Kino-pravda. Le Kino-pravda est fait avec le matériau comme la maison est faite de briques. C'est de la manière dont nous allons laisser la vie pénétrer dans l'objectif que dépendent la qualité technique, la valeur sociale et historique du matériau et ultérieurement la qualité de tout film. Mes contempteurs ne pouvaient se passer, par la force de la tradition, de textes de liaison entre les sujets. »

L'œuvre de Dziga Vertov, profondément anti-bourgeoise (selon la terminologie communiste) mais d'une grande richesse plastique, servira essentiellement à chanter les gloires de la révolution soviétique, notamment sous la forme de nouvelles filmées (1922-1925) intitulées elles-mêmes Kino-pravda et numérotées par version.

## Postérité
C'est en hommage à Vertov que Jean Rouch nomme cinéma vérité ce que l'on rebaptisera cinéma direct dans les années 1960.
À la fin des années 1960, Jean-Luc Godard fonde le Groupe Dziga Vertov et participe à des films comme Pravda, ou bien Numéro deux où il filme sa monteuse au travail (référence à L'Homme à la caméra de Vertov).
Le mouvement Kino-pravda a aussi ouvert la voie aux nombreuses expériences de nouvelles filmées militantes, par exemple Newsreel (États-Unis, 1967) ou Cinétract (France, 1968).